# Milostín
Milostín är en ort i Tjeckien.   Den ligger i regionen Mellersta Böhmen, i den nordvästra delen av landet, 50 km väster om huvudstaden Prag. Milostín ligger 386 meter över havet och antalet invånare är 250.
Terrängen runt Milostín är platt åt sydväst, men åt nordost är den kuperad.Runt Milostín är det ganska tätbefolkat, med 65 invånare per kvadratkilometer. Närmaste större samhälle är Žatec, 17,2 km nordväst om Milostín. Trakten runt Milostín består till största delen av jordbruksmark.